# Zamach w Mińsku (2008)
Zamach bombowy w Mińsku miał miejsce 4 lipca 2008 roku podczas koncertu przy pomniku Miasta-Bohatera z okazji Święta Niepodległości Białorusi. 

## Opis
4 lipca 2008 podłożony przez niewykrytego sprawcę, lub sprawców, ładunek wybuchowy domowej roboty ranił 54 osoby, w tym 3 ciężko. Wśród rannych było dwoje małych dzieci. Czworo z poszkodowanych to cudzoziemcy – troje Ukraińców i jedna Rosjanka.
Obecny niedaleko od miejsca tragedii Prezydent Republiki Białorusi Alaksandr Łukaszenka nie odniósł żadnych obrażeń i pośpieszył do miejsca wybuchu, lecz opuścił je wkrótce, by – jak zaznaczyły jego służby prasowe – nie przeszkadzać w akcji ratunkowej.
Pomimo wybuchu, koncert nie został przerwany, podobnie jak jego transmisja telewizyjna. Tłumaczono to faktem, że wybuch uszedł uwadze większości zgromadzonych z powodu wielkiego tłumu i głośnej muzyki. Także pierwsze relacje pojawiły się w Internecie i innych mediach dopiero po kilku godzinach od zdarzenia.
Rankiem następnego dnia w pobliżu miejsca wybuchu odkryto drugi podobny ładunek. W sprawie wszczęto śledztwo z art. 339 kodeksu karnego (Chuligaństwo).
Białoruscy politycy opozycyjni przestrzegli administrację przed próbą instrumentalizacji zamachu, podobne obawy wyrażali też niektórzy polscy komentatorzy. Echem zamachu stały się dymisje w administracji prezydenckiej. Ze stanowiskami pożegnali się: szef administracji Hienadź Niewyhłas oraz sekretarz Rady Bezpieczeństwa Wiktar Szejman.
Przez pierwszy rok trwania śledztwa w tej sprawie odciski palców pobrano od 1,3 miliona osób, a więc od ponad 13% ludności kraju. Pomimo tego sprawców nie wykryto.